# Novell
Novell, Inc. (NASDAQ: NOVL) — американська ІТ-корпорація, що займається створенням операційних систем корпоративного класу, продуктів колективної роботи і рішень управління безпекою. Компанія традиційно спеціалізується на мережевих сервісах і управлінні мережами.

## Історія
Заснована компанія була в Прово, штат Юта, як Novell Data Systems Inc. у 1979 році. Займалася виробництвом систем, що працюють під управлінням CP/M. Спів-засновником фірми був Джорж Канова (George Canova). Назва фірми — Novell — було запропонована його дружиною, яка помилково вважала, що «Novell» означає по-французьки «новий».
У січні 1983, компанія була перейменована в Novell Inc., а її головою став Реймонд Нурда (Raymond J. Noorda). Того ж 1983 року компанія випустила свій найзначніший продукт — мережеву операційну систему NetWare, перше програмне забезпечення для мереж, засноване на технології файл-сервера. Novell розробила мережеву систему для ПК, в якій одна машина виділяється для управління мережею і контролю за доступом до загальних пристроїв, таким як жорсткі диски і принтери. За 1980-і роки вимоги компаній до мереж значно виросли, і локальні мережі все частіше стали замінювати територіально розподіленими мережами, об'єднуючими відділення крупних корпорацій. На початок 1990-х операційна система Novell NetWare, доповнена функціями, необхідними для розподілених підприємств, лідирувала в цій області з часткою ринку близько 70%.
Novell базував свій мережевий протокол на XNS і створив свої стандарти IDP і SPP, яким дали імена IPX (Internet Packet eXchange) і SPX (Sequenced Packet eXchange). Файлові і принтерні сервіси працювали за протоколом NCP (Netware Core Protocol) над IPX, як і протоколи Routing Information Protocol (RIP) і Service Advertising Protocol (SAP). На додаток, фірма стала просувати свою Novell DOS, аналогічну MS-DOS.
У 1996 році під тиском поширення Windows і визнаючи, що інтернет починає радикально міняти традиційний ринок мереж, тимчасовий виконувач обов'язків генерального директора Джон Янг (John Young) ініціював програму по оснащенню продуктів компанії засобами підтримки інтернету.
У березні 1997 року кермо влади Novell узяв Ерік Шмідт (Eric Schmidt), який прискорив роботу з використання мережевих технологій Novell на арені інтернету. Наступного року почалися постачання серверної операційної системи NetWare 5 і Novell Directory Services (NDS) із стандартною підтримкою комунікаційного протоколу інтернету IP.
У 1998 році зважаючи на поглиблення неоднорідності корпоративних мереж і потреби у взаємодії через інтернет Novell почала пропонувати NDS як засоб взаємозв'язку між різними платформами. Компанія випустила також продукти, що використовують інформацію, яка зберігається в каталозі, для спрощення управління мережами і безпечнішого доступу до них з використанням облікових записів користувачів. В кінці 1999 року Novell випустила eDirectory, крос-платформову службу каталогів відкритих стандартів.
У липні 2001 року Novell придбала консалтингову фірму Cambridge Technology Partners. Генеральний директор Cambridge Джек Мессман став президентом і генеральним директором Novell. Так Мессман повернувся до керівництва Novell. У липні 2002 року Novell зробила ще один важливий крок, купивши SilverStream Software, лідера в області розробки застосунків, орієнтованих на вебсервіси.
В серпні 2003 року Novell придбав компанію Ximian з її провідними розробниками Linux і рішеннями для робочих станцій Linux, управління ПК і серверами Linux і колективної роботи під Linux і Windows. Разом з Ximian в Novell прийшли два лідери руху open-source, Мігель де Ікаса і Натан Фрідман, а з ними — довіра до Novell з боку Linux-співтовариства. Ximian (а зараз Novell) веде два найбільші проєкти open-source: проєкт робочого столу GNOME і Mono — платформу open-source для виконання застосунків Microsoft .NET.
У січні 2004 року Novell зробила ще один важливий крок в своїй Linux-історії, завершивши придбання SUSE Linux, провідного європейського постачальника одного з популярних комерційних дистрибутивів Linux. Тепер Novell пропонує повний спектр Linux-рішень від сервера до робочих станцій з додатковими мережевими службами корпоративного рівня і технічною підтримкою.
У серпні 2005 року в розширення своєї прихильності до співтовариства open-source Novell відкрила сайт www.openSUSE.org [Архівовано 1 жовтня 2005 у Wayback Machine.], призначений для стимулювання використання Linux у всьому світі шляхом надання вільного і простого доступу до дистрибутиву SUSE Linux. Проєкт openSUSE робить відкритим і процес розробки SUSE Linux, запрошуючи програмістів open-source до участі в перевірці, тестуванні і розробці.

### Attachmate придбала Novell
Корпорація Attachmate у листопаді 2010 оголосила про купівлю компанії Novell за $2,2 мільярда доларів. Після завершення злиття Attachmate планує розділити отриманий бізнес на два напрямки — SUSE і Novell. Перший займатиметься розвитком операційних систем SUSE Linux Enterprise, другий візьме на себе інші активи Novell. Attachmate і Novell планують завершити злиття в першому кварталі 2011 року після отримання необхідних дозволів від регулюючих органів.
Окрім того, угода передбачає продаж частини інтелектуальної власності Novell консорціуму технологічних компаній CPTN Holdings LLC, організованому корпорацією Microsoft. Сума цієї угоди оцінюється у 450 мільйонів доларів. Окремо підкреслено, що майнове право на Unix залишається в руках Novell, а після завершення угоди про поглинання, права на Unix перейдуть в руки відповідного дочірнього підрозділу корпорації Attachmate.

## Відкриті проєкти
|          | Home (англ.)                                                      |                                                               | Огляд                                                    |
| OpenSuSE | OpenSuSE.org [Архівовано 6 травня 2022 у Wayback Machine.]        | Дистрибутив GNU/Linux                                         |                                                          |
| Hula     | Hula-project.org                                                  | серверний застосунок для колективної роботи (пошта, календар) |                                                          |
| Bandit   | Bandit-project.org [Архівовано 19 серпня 2008 у Wayback Machine.] | Застосунок для управління електронними посвідченнями          | ZDNet.ru [Архівовано 10 вересня 2006 у Wayback Machine.] |
| Mono     | Mono-project.org [Архівовано 9 лютого 2016 у Wayback Machine.]    | .NET на базі вільного програмного забезпечення                |                                                          |

## Продукти
- Novell eDirectory
- Novell Open Enterprise Server
- SUSE LINUX Enterprise Server
- Novell NetWare
- Novell Linux Desktop
- Novell GroupWise
- Novell ZENworks
- Novell Nsure Identity Manager
- Novell BorderManager
- NE2000 — одна з перших масових мережевих карт.

## Виноски
1. ↑  http://www.hoovers.com/novell/--ID__14287--/free-co-factsheet.xhtml
2. ↑  Novell куплена за 2,2 мільярда доларів
3. ↑  Имущественные права на Unix останутся в руках Novell. Архів оригіналу за 27 листопада 2010. Процитовано 26 листопада 2010.